# 2023 en mathématiques
| Années des mathématiques : 2020 - 2021 - 2022 - 2023 - 2024 - 2025 - 2026    |
| Décennies des mathématiques : 1990 - 2000 - 2010 - 2020 - 2030 - 2040 - 2050 |

Cet article présente les faits marquants de l'année 2023 en mathématiques.

## Évènements
- Mars : découverte par David Smith, Joseph Samuel Myers, Craig S. Kaplan (en) et Chaim Goodman-Strauss (en) d'une tuile appelée « le chapeau » qui permet de réaliser un pavage apériodique du plan à l'aide de son retourné par une symétrie axiale. Dix semaines plus tard, la même équipe poste une nouvelle prépublication à propos d'une nouvelle famille de formes appelée « spectre » qui ne nécessite pas de se combiner à son reflet pour former un pavage apériodique.

## Décès

### Janvier
- 1er janvier : Martin Davis (mathématicien américain)
- 7 janvier : Yuri Manin (mathématicien russe)
- 9 janvier : Mikio Satō (mathématicien japonais)
- 23 janvier : William Lawvere (mathématicien américain)

### Février
- 13 février : 
  - David Singmaster (mathématicien américain)
  - Shi Zhongci (mathématicien chinois)
- 18 février : Wendell Fleming (mathématicien américain)
- 24 février : Peter Roquette (mathématicien allemand spécialiste de géométrie algébrique, d'algèbre et de théorie des nombres)